# بيرت غراي
بيرت غراي (بالإنجليزية: Bert Gray)‏ (23 سبتمبر 1900 في المملكة المتحدة - 16 ديسمبر 1969 ببلاكبول في المملكة المتحدة) هو لاعب كرة قدم بريطاني (وحمل سابقاً جنسية المملكة المتحدة لبريطانيا العظمى وأيرلندا) في مركز حراسة المرمى. شارك مع منتخب ويلز لكرة القدم. أما مع النوادي، فقد لعب مع أولدهام أثلتيك وكوفنتري سيتي ومانشستر سيتي ونادي ترانمير روفرز لكرة القدم وووترفورد يونايتد ونادي تشستر سيتي وEbbw Vale F.C. ‏ وCongleton Town F.C. ‏ وManchester Central F.C. ‏.

## وصلات خارجية
- بيرت غراي على موقع قاعدة بيانات كرة القدم.إي يو (الإنجليزية)
- بيرت غراي على موقع ناشيونال فوتبول تيمز (الإنجليزية)